# Gymnasium Münchenstein
Le Gymnasium Münchenstein est une école de maturité suisse située dans la ville de Münchenstein près de Bâle en Suisse. Elle propose tous les profils de maturité ainsi que des cours en classe bilingue reconnus par la Confédération suisse en français et en anglais. 
L'école compte environ 700 étudiants et est située, avec la Villa Ehinger qui lui est associée, dans un jardin à l'anglaise près de la plaine de Brüglingen, à l'entrée de la ville de Bâle.

## Historique
Le Gymnasium Münchenstein est la deuxième plus ancienne école secondaire du canton de Bâle-Campagne et date de 1964. Le bâtiment principal actuel de l'école, conçu par les architectes bâlois Wilfrid et Katharina Steib, date de 1972 et forme l'ensemble de l'école avec la Villa Ehinger, conçue par Melchior Berri comme résidence d'été de la famille bâloise Sarasin sous Ludwig August Sarasin, qui est décédé avant que le bâtiment ne soit achevé, de sorte que la villa est passée à la famille Ehinger par le mariage des deux filles Sarasin. 
Le bâtiment est l'un des plus importants édifices du style de la néo-Renaissance de Suisse et est classé monument culturel. Le style architectural du bâtiment, avec sa loggia comme entrée, est déterminé par des motifs réinterprétés de la Renaissance italienne. En 1959, la propriété, avec le parc, est passée à la commune et en 1962 à nouveau au canton, posant ainsi la première pierre pour la construction de l'école de maturité.
Le gymnase a acquis une notoriété nationale dans les années 1970 avec l'« Initiative de Münchenstein », lorsque l'école et le corps enseignant (sous l'égide du directeur de l'époque, Hans Hafen, et de l'ancien élève Daniel Vischer) ont lancé conjointement une pétition référendaire nationale pour l'introduction d'un service civil parallèlement au service militaire obligatoire. Bien que le Conseil fédéral suisse se soit prononcé positivement sur l'initiative au cours de la période précédant la votation, les électeurs suisses ont finalement rejeté la pétition à 60 % en 1977.